# كاسكاديس
كاسكاديس أو الشالالات (بالفرنسية:Tannounyan) هي إحدى المناطق الإدارية الثلاثة عشر في بوركينا فاسو، أنشئت في 2001، عاصمة المنطقة هي بانفورا.
تتكون المنطقة من محافظتين كوموي، وليرابا.
من عام 2019 حتى عام 2024 بلغ النمو السكاني في كاسكاديس 3.3%. 

## التقسيم الإداري
تنقسم كاسكاديس إلى محافظتين وهم:
1. محافظة كوموي
2. ليرابا

عاصمة كاسكاديس هي بانفورا والتي تقع في محافظة كوموي.

بلديات محافظة كوموي، تقع العاصمة بانفورا على الشمال الغربي من المحافظة.

## التركيبة السكانية حسب الجنس
حسب إحصاءات 2024 المتوقعة فإن عدد الذكور 459,083 نسمة، وعدد الإناث 485,867 نسمة.

## التركيبة السكانية حسب الفئات العمرية
حسب إحصاءات 2024 المتوقعة، فإن عدد السكان الذي يتراوح عمرهم بين 0-14 عامًا 450,512 نسمة، وعدد السكان الذي يتراوح عمرهم بين 15-64 عامًا 470,286 نسمة، وعدد السكان الذي عمرهم 65+ عامًا كان 24,152 نسمة. 

## التحضر
حسب إحصاءات 2019، فإن عدد السكان الذين يعيشون في الريف كان 654,669 نسمة، وعدد السكان الذين يعيشون في الحضر كان 157,797 نسمة. 

## الأمراض
حسب إحصاءات 2010، فإن بين الأطفال في كاسكاديس 19% يعانون من التقزم الشديد، و9% يعانون من نقص الوزن الشديد، و6% يعانون من الهزال الشديد.
أظهرت الإحصاءات أن التقزم عمومًا يوثر على 39% من الأطفال الذكور و36% من الأطفال الإناث، وأيضًا أظهرت أن التقزم يؤثر على 41% من الأطفال في المناطق الريفية، و26% من الأطفال في المناطق الحضرية. 

## الفقر
إعتبارًا من عام 2014، كان في كاسكاديس 156.16 ألف شخص يعيشون بأقل من 1.90 دولارًا في اليوم (حسب تعادل القوة الشرائية لعام 2011)، وأيضًا كان هناك 417.48 ألف شخص يعيشون بأقل من 3.10 دولار في اليوم (حسب تعادل القوة الشرائية لعام 2011). 

## الزراعة

### ري المحاصيل
حسب إحصاءات 2005، فإن 95% من المحاصيل المنتجة في كاسكاديس حسب المساحة المحصودة تعتمد على مياه المطر، وكان هناك 5% فقط يعتمدون على مياه الري. 

### المحاصيل
في 2005، كان اكبر محصول من حيث المساحة المحصودة هو القطن بمساحة 43.68 ألف هكتار أي يشارك 27.71% من المساحات المحصودة في كاسكاديس، بينما جاء بعده الذرة بنسبة 25.38% من إجمالي المساحات المحصودة، ويأتي بعد الذرة اللوبيا بنسبة مشاركة 20.30%.
أما من حيث قيمة الإنتاج، فيأتي القطن أيضًا بقيمة إنتاج 42.47 مليون دولار دولي أي يشارك بنسبة 46.35% من قيمة الإنتاج الإجمالية للمحاصيل في كاسكاديس، ويأتي بعده الذرة بقيمة إنتاج 11.59 مليون دولار دولي أي يشارك بنسبة 12.64%، ويأتي بعد الذرة الفواكه بقيمة إنتاج 5.63 مليون دولار دولي، أي تشارك بنسبة 6.14%.